# 윤활막
윤활막 또는 활막은 윤활관절과 윤활집의 내부 표면을 감싸는 특수한 결합 조직이다. 외부 표면의 관절주머니와 내부 표면의 윤활액과 직접 접촉한다. 조직 표면의 윤활액과 접촉하는 것은 많은 둥근 대식세포 유사 활막 세포(A형)와 또한 섬유아세포형 윤활막세포(FLS)로도 알려진 B형 세포이다. A형 세포는 마모된 잔해를 제거하여 윤활액을 유지합니다. FLS의 경우 활막액에서 히알루로난과 기타 세포외 성분을 만든다.